# 수비초등학교 신암분교
수비초등학교 신암분교는 대한민국 경상북도 영양군 수비면 낙동정맥로 4372(신암리 166)에 있었던 공립 초등학교이다.

## 연혁
- 1953년 7월 20일 수비국민학교 신암분교장 설립 인가
- 1953년 7월 30일 수비국민학교 신암분교 개교
- 1970년 7월 10일 수하국민학교 신암분교장 개편
- 1971년 3월 1일 신암국민학교 승격 분리
- 1978년 3월 1일 수하국민학교 신암분교장 격하 편입
- 1991년 3월 1일 수비국민학교 신암분교장 개편
- 1996년 3월 1일 수비초등학교 신암분교장 개편
- 2009년 2월 28일 폐교 및 수비초등학교 통합